# Narit Khoksitha
Narit Khoksitha (thailändisch นฤทธิ์ โคกสีทา, * 10. März 1999) ist ein thailändischer Fußballspieler.

## Karriere
Narit Khoksitha  spielte 2019 beim Drittligisten Nakhon Pathom United FC. Mit dem Verein spielte er in der dritten Liga. Hier trat er mit dem Klub aus Nakhon Pathom in der Lower Region an. Wo er 2020 gespielt hat, ist unbekannt. Seit 2021 steht er beim Phrae United FC unter Vertrag. 2019 Der Verein aus Phrae spielte in der zweiten thailändischen Liga, der Thai League 2. Sein Zweitligadebüt für Phrae gab Narit Khoksitha am 19. September 2021 (4. Spieltag) im Heimspiel gegen den Ayutthaya United FC. Hier wurde er in der 90. Minute für Adisorn Suppahso eingewechselt. Phrae gewann das Spiel 2:1. Für Phrae stand er viermal in der zweiten Liga auf dem Spielfeld. Ende Dezember 2021 wechselte er zum Drittligisten Uttaradit FC.